# Fußball-Mittelrheinliga 2020/21
Die Saison 2020/21 der Mittelrheinliga war die 65. Spielzeit der Fußball-Mittelrheinliga und die neunte als fünfthöchste Spielklasse in Deutschland unter Oberliga-Status. Sie wurde am 6. September 2020 eröffnet, Ende Oktober 2020 unter- und am 19. April 2021 schließlich abgebrochen und annulliert.

## Auswirkungen der COVID-19-Pandemie
Ein außerordentlicher Verbandstag des FVM am 21. Juni 2020 klärte abschließend, wie die Vorsaison gewertet wurde. Da nicht alle Mannschaften dieselbe Anzahl von Spielen vorzuweisen hatte, wurde ab der Oberliga abwärts eine Quotiententabelle erstellt (erzielte Punkte geteilt durch absolvierte Spiele), um ein Endergebnis zu erhalten. Es gab keine Absteiger in die oder aus der Liga, in die Mittelrheinliga durften hingegen pro Staffel aus der untergeordneten Landesliga nur jeweils die Quotientenmeister aufsteigen.
Ende Oktober wurde der Spielbetrieb pandemiebedingt unterbrochen. Am 19. April 2021 gab der FVM den Abbruch der Spielzeit bekannt, die darüber hinaus aufgrund der mangelnden Anzahl an erforderlichen Spielen annulliert wurde. Als Konsequenz daraus gab es weder Auf- noch Absteiger aus der oder in die Oberliga.

## Teilnehmer
Für die Spielzeit 2020/21 hatten sich folgende Vereine sportlich qualifiziert:
- die verbleibenden Mannschaften aus der Mittelrheinliga 2019/20:
  - 1. FC Düren
  - FC Pesch
  - FC Hennef 05
  - Siegburger SV 04
  - Borussia Freialdenhoven
  - FC Hürth
  - Spvg Wesseling-Urfeld
  - SpVg Frechen 20
  - VfL 08 Vichttal
  - SV Deutz 05
  - SV Breinig
  - Viktoria Arnoldsweiler
  - Blau-Weiß Friesdorf
  - SC Fortuna Köln II
  - SV Eilendorf
- die Quotientenmeister der beiden Staffeln der Landesliga Mittelrhein 2019/20:
  - Staffel 1: VfL Alfter
  - Staffel 2: BC Viktoria Glesch-Paffendorf

## Tabelle zum Zeitpunkt des Abbruchs
| Pl.             | Verein                            | Sp. | S | U | N | Tore    | Diff. | Punkte |
| --------------- | --------------------------------- | --- | - | - | - | ------- | ----- | ------ |
| 1.              | FC Hennef 05 L                    | 8   | 7 | 1 | 0 | 018:700 | +11   | 22     |
| 2.              | Borussia Freialdenhoven           | 7   | 4 | 2 | 1 | 014:800 | +6    | 14     |
| 3.              | FC Hürth                          | 8   | 4 | 2 | 2 | 012:130 | −1    | 14     |
| 4.              | VfL Alfter (N)                    | 7   | 3 | 4 | 0 | 019:800 | +11   | 13     |
| 5.              | VfL 08 Vichttal                   | 7   | 4 | 0 | 3 | 015:130 | +2    | 12     |
| 6.              | Viktoria Arnoldsweiler            | 8   | 3 | 2 | 3 | 014:170 | −3    | 11     |
| 7.              | FC Pesch                          | 8   | 3 | 1 | 4 | 017:160 | +1    | 10     |
| 8.              | 1. FC Düren L                     | 3   | 3 | 0 | 0 | 007:100 | +6    | 09     |
| 9.              | SpVg Frechen 20                   | 8   | 2 | 3 | 3 | 010:120 | −2    | 09     |
| 10.             | BC Viktoria Glesch-Paffendorf (N) | 5   | 2 | 2 | 1 | 006:500 | +1    | 08     |
| 11.             | Siegburger SV 04 L                | 5   | 1 | 2 | 2 | 011:800 | +3    | 05     |
| 12.             | SV Breinig                        | 6   | 1 | 2 | 3 | 007:900 | −2    | 05     |
| 13.             | SC Fortuna Köln II B              | 4   | 1 | 1 | 2 | 006:700 | −1    | 04     |
| 14.             | SV Eilendorf                      | 6   | 1 | 0 | 5 | 005:180 | −13   | 03     |
| 15.             | SV Deutz 05                       | 6   | 0 | 2 | 4 | 005:110 | −6    | 02     |
| 16.             | Spvg Wesseling-Urfeld             | 4   | 0 | 1 | 3 | 003:900 | −6    | 01     |
| 17.             | Blau-Weiß Friesdorf               | 4   | 0 | 1 | 3 | 003:100 | −7    | 01     |
| Stand: Endstand |                                   |     |   |   |   |         |       |        |

| (N) | Aufsteiger aus der Landesliga 2019/20 |

## Kreuztabelle
Die Kreuztabelle stellt die Ergebnisse aller Spiele dieser Saison dar. Die Heimmannschaft ist in der linken Spalte, die Gastmannschaft in der oberen Zeile aufgelistet.
| 2020/21                       | 1. FC Düren | FC Pesch | FC Hennef 05 | Siegburger SV 04 | Borussia Freialdenhoven | FC Hürth | Spvg Wesseling-Urfeld | SpVg Frechen 20 | VfL 08 Vichttal | SV Deutz 05 | SV Breinig | Viktoria Arnoldsweiler | Blau-Weiß Friesdorf | SC Fortuna Köln II | SV Eilendorf | VfL Alfter | BC Viktoria Glesch-Paffendorf |
| ----------------------------- | ----------- | -------- | ------------ | ---------------- | ----------------------- | -------- | --------------------- | --------------- | --------------- | ----------- | ---------- | ---------------------- | ------------------- | ------------------ | ------------ | ---------- | ----------------------------- |
| 1. FC Düren                   |             | –        | –            | –                | –                       | –        | –                     | –               | –               | 2:1         | –          | –                      | –                   | –                  | –            | –          | 3:0                           |
| FC Pesch                      | –           |          | –            | 1:1              | –                       | 3:2      | –                     | –               | –               | –           | –          | 4:5                    | –                   | –                  | 5:0          | –          | –                             |
| FC Hennef 05                  | –           | –        |              | –                | 1:1                     | –        | –                     | –               | –               | –           | 2:1        | –                      | 2:0                 | 3:2                | –            | –          | –                             |
| Siegburger SV 04              | –           | –        | 2:3          |                  | –                       | 6:0      | –                     | –               | –               | –           | –          | –                      | –                   | –                  | –            | –          | –                             |
| Borussia Freialdenhoven       | –           | 3:2      | –            | –                |                         | –        | –                     | –               | 2:0             | –           | –          | 0:2                    | –                   | –                  | –            | –          | –                             |
| FC Hürth                      | –           | –        | –            | –                | 1:1                     |          | –                     | 1:0             | –               | –           | 2:0        | –                      | 2:0                 | –                  | –            | –          | –                             |
| Spvg Wesseling-Urfeld         | –           | –        | 1:3          | –                | –                       | –        |                       | –               | –               | –           | –          | –                      | –                   | –                  | –            | –          | 0:0                           |
| SpVg Frechen 20               | –           | 2:1      | –            | –                | 1:4                     | –        | –                     |                 | –               | –           | 1:1        | –                      | –                   | –                  | –            | 3:3        | –                             |
| VfL 08 Vichttal               | –           | –        | –            | 3:1              | –                       | –        | 3:2                   | –               |                 | –           | –          | –                      | 4:0                 | –                  | –            | –          | 0:2                           |
| SV Deutz 05                   | –           | 0:1      | –            | –                | 1:3                     | –        | –                     | 0:0             | –               |             | –          | 1:1                    | –                   | –                  | –            | –          | –                             |
| SV Breinig                    | –           | 3:0      | –            | –                | –                       | –        | –                     | –               | 1:3             | –           |            | –                      | –                   | –                  | –            | 1:1        | –                             |
| Viktoria Arnoldsweiler        | –           | –        | 0:2          | –                | –                       | 1:1      | –                     | 1:3             | –               | –           | –          |                        | –                   | –                  | 4:1          | –          | –                             |
| Blau-Weiß Friesdorf           | –           | –        | –            | –                | –                       | –        | –                     | –               | –               | –           | –          | –                      |                     | –                  | –            | –          | –                             |
| SC Fortuna Köln II            | 0:2         | –        | –            | –                | –                       | –        | –                     | –               | 4:2             | –           | –          | –                      | –                   |                    | –            | –          | –                             |
| SV Eilendorf                  | –           | –        | 0:2          | –                | –                       | 2:3      | –                     | 1:0             | –               | –           | –          | –                      | –                   | –                  |              | –          | –                             |
| VfL Alfter                    | –           | –        | –            | 1:1              | –                       | –        | 3:2                   | –               | –               | –           | –          | 5:0                    | 2:2                 | –                  | 4:1          |            | –                             |
| BC Viktoria Glesch-Paffendorf | –           | –        | –            | –                | –                       | –        | 4:2                   | –               | –               | –           | –          | –                      | –                   | 0:0                | –            | –          |                               |
| Stand: Endstand               |             |          |              |                  |                         |          |                       |                 |                 |             |            |                        |                     |                    |              |            |                               |